# Mykola Vasylenko
Mykola Vasylenko (Oekraïens: Микола Прокопович Василенко) (Esman nabij Hloechiv, 14 februari 1866 – Kiev, 3 oktober 1935) was een Oekraïens academisch historicus en rechtsgeleerde. Hij diende in 1918 kortstondig als premier en minister van onderwijs van de Oekraïense Volksrepubliek.
Hij was getrouwd met Nataliia Polonska-Vasylenko.

## Biografie
Mykola Vasylenko studeerde tussen 1885 en 1890 aan de Universiteit van Tartu waar hij eerst de studie geneeskunde volgde en vervolgens ook geschiedenis en filologie. In 1892 kreeg hij een aanstelling als docent aan een gymnasium in Kiev. Vasylenko was tien jaar als docent werkzaam voor hij drie jaar als ambtenaar bij het Russisch ministerie van Onderwijs werkte. Hierna ging hij als journalist aan de slag, vanwege zijn werk aan de krant Kievskie otkliki werd hij gevangen gezet. Tijdens zijn gevangenschap ging hij rechten studeren. In 1907 behaalde Vasylenko zijn studie rechtsgeleerdheid aan de Universiteit van Odessa. Vervolgens werkte hij tien jaar lang als advocaat.
Vasylenko werd verkozen lid van het Oekraïense Wetenschappelijke Genootschap (UNTK) in 1908, leidde de geschiedenissectie en redigeerde hun tijdschrift. Vervolgens kreeg hij een aanstelling als docent aan Universiteit van Kiev, maar werd hem door de overheid verboden om les te geven. In 1911 werd Vasylenko ook lid van het Sjevtsjenko Wetenschappelijk Genootschap.
In april 1917 stelde de Voorlopige Regering in Petrograd hem aan als curator van het schooldistrict van Kiev. Later dat jaar benoemde die regering Vasylenko tot onderminister van Nationaal Onderwijs. Op 3 mei 1918 stelde de Oekraïense hetman en staatshoofd Pavlo Skoropadsky hem aan als minister van Onderwijs. In deze functie speelde hij een belangrijke rol als stichter van de Nationale Academie van Wetenschappen van Oekraïne en van de universiteiten van Kiev en Kamjanets-Podilsky. Vasylenko behield deze positie tot 25 oktober 1918.
Van de Academie die hij had opgericht werd Vasylenko in 1920 lid en een jaar later ook diens voorzitter. Tussen 1922 en 1929 was hij het hoofd van de socio-economische afdeling van de Academie. In zijn wetenschappelijk werk volgde hij de studies van Oleksandr Lazarevsky en deed hij onderzoek naar de juridische geschiedenis van Oekraïne. Zijn wetenschappelijke werken werden in 1932 fel bekritiseerd door de Sovjet-historicus Serhii Ivanytsky-Vasylenko, en het werd Vasylenko vervolgens verboden zijn werken te publiceren.
In 1924 werd Vasylenko garresteerd door de Sovjetautoriteiten en vastgezet voor het leiden van een organisatie die de Sovjetdictatuur omver wilde gooien. Door de psychologische stress verslechterde zijn gezondheid en mede door druk uit wetenschappelijke kringen kwam in 1929 een einde aan zijn gevangenschap.